# Guillaume du Bellay

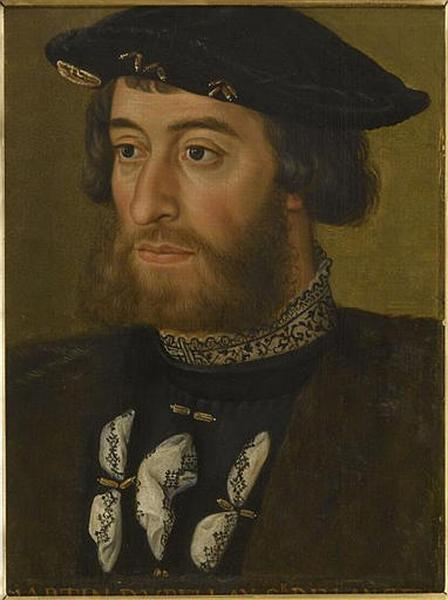
Porträt Guillaume du Bellay, Museum Versailles (Ölbild, c. 1535)

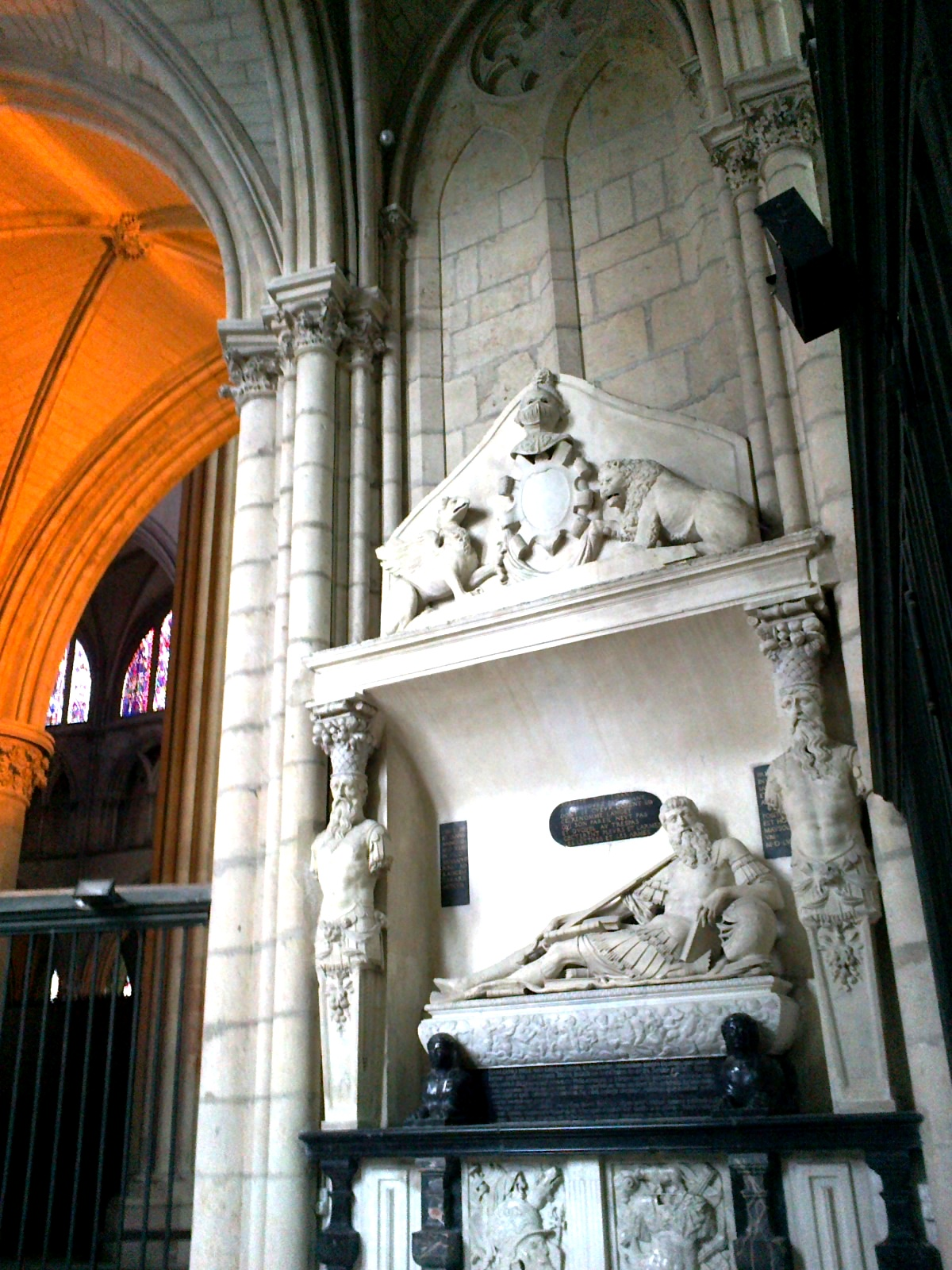
Grabmal in der Kathedrale von Le Mans

Guillaume du Bellay, Seigneur de Langey (* 1491 auf Schloss Glatigny nahe Souday; † 9. Januar 1543 in Saint-Symphorien-de-Lay), war ein französischer Diplomat und General aus der adligen Familie du Bellay unter König Franz I. Er trat auch als Humanist und Historiker hervor.

## Leben und Wirken
Der Vater Louis du Bellay-Langey war ein jüngerer Sohn aus der angevinischen Familie du Bellay, die seit dem 14. Jahrhundert im Dienst der Herzöge von Anjou und darauf der französischen Könige stand. Die Mutter war Marguerite de La Tour-Landry. Der älteste Sohn Guillaume war ein Soldat, der im jungen Alter den Militärdienst begann und bei Pavia 1525 mit dem König Franz I. gefangen genommen wurde. Er begleitete ihn auf Bitten der gelehrten königlichen Schwester Margarete von Navarra im gleichen Jahr nach Spanien bis zur Freilassung. Zahlreiche Geheimmissionen führten ihn nach Spanien, England und Deutschland. So war er an der Ausführung des Vertrages von Cambrai 1529 und an der Scheidung Heinrichs VIII. beteiligt, wofür er vergebens ein günstiges Gutachten der Sorbonne erreichte. Sein Bruder Jean du Bellay war der Bischof von Paris.

Von 1532 bis 1536 bemühte er sich um eine Fürstenfront im Reich gegen Karl V. und unterzeichnete am 26. Mai 1532 den Vertrag von Scheyern (Kloster Scheyern) mit dem Herzog von Bayern, Landgrafen von Hessen und dem Kurfürsten von Sachsen sowie im Januar 1534 den Vertrag von Augsburg, in dem Frankreich finanzielle Unterstützung für den Feldzug gegen Habsburg zur Wiedereinsetzung Herzog Ulrichs von Württemberg zusicherte. Darauf wurde du Bellay 1537 in den Feldzug gegen das Herzogtum Savoyen nach Piemont geschickt, wo er siegreich als Gouverneur bis 1539 in Turin residierte, dann als Vizekönig bis 1542 in ganz Piemont umherzog. In diesem Jahr kehrte er in diplomatischer Mission nach Frankreich zurück und starb unterwegs nahe Lyon im Januar 1543. Sein Grab ist in der Kathedrale von Le Mans, es zeigt die Inschrift
"Ci gît Langey, dont la plume et l’épée / Ont surmonté Cicéron et Pompée" (Hier ruht Langey, dessen Feder und Waffen / Cicero und Pompeius übertrafen)
Guillaume du Bellay trat für die Gedankenfreiheit ein und verteidigte die Reformatoren. 1534 versuchte er erfolglos Franz I. und Melanchthon zusammenzubringen und 1541 sprach er sich für die bedrängten Waldenser in den Cottischen Alpen aus. Der Humanisten-Literat Rabelais begleitete ihn nach Piemont 1540 bis 1542. In der eigenen einflussreichen (Bodin, Martin Du Bellay (1495–1559), Blaise de Monluc (1502–1577)) Geschichtsschreibung imitierte er Livius in seinen unvollständig gebliebenen Ogdoades (= acht Bücher).

## Schriften
- Les mémoires de Messire Martin Du Bellay: contenant le discours de plusieurs choses advenues au royaume de France, depuis l’an 1513, jusques au trespas du roy François I., ausquels l’autheur a inseré trois livres, et quelques fragmens des Ogdoades de Messire Guillaume du Bellay, Seigneur de Langey, son frere ; livres 7, 8, 9 et 10, 1569 u.ö.; Collection complète des mémoires relatifs à l’histoire de France 19, 1821

## Einzelbelege
1. ↑  R. J. Knecht: Francis I, Cambridge University Press, 1982, S. 265.
2. ↑  R. J. Knecht: Renaissance warrior and patron: the reign of Francis I. [Rev., expanded and illustrated ed.]. Cambridge University Press, Cambridge 1994, ISBN 0-521-41796-1.
3. ↑  Ein Stück europäische Geschichte. Donaukurier, 2016, abgerufen am 25. März 2023.
4. ↑  Horst Rabe: Reich und Glaubensspaltung : Deutschland 1500 - 1600. In: Die neue deutsche Geschichte. Band 4. Frankfurt am Main 1989, ISBN 978-3-7632-2994-9, S. 226.
5. ↑  Piettre, Lionel: L’ombre de Guillaume du Bellay sur la pensée historique de la Renaissance. Droz, 2020, ISBN 978-2-600-06358-6.

| Personendaten    | Personendaten                      |
| ---------------- | ---------------------------------- |
| NAME             | Bellay, Guillaume du               |
| ALTERNATIVNAMEN  | Du Bellay, Guillaume               |
| KURZBESCHREIBUNG | französischer General und Diplomat |
| GEBURTSDATUM     | 1491                               |
| GEBURTSORT       | Souday                             |
| STERBEDATUM      | 9. Januar 1543                     |
| STERBEORT        | Saint-Symphorien-de-Lay            |